# Villa Pisani (Stra)
Pour les articles homonymes, voir Pisani et Villa Pisani.
La villa Pisani est une maison patricienne située à Stra en Vénétie, construite à partir de 1721 sur un projet de l'architecte Gerolamo Frigimelica. C'est aujourd'hui un musée national, qui abrite des œuvres d'art et du mobilier des XVIIIe et XIXe siècles.

## Histoire
L'élection à Venise du doge Alvise Pisani en 1735 propulsa au premier rang la vie politique vénitienne au XVIIIe siècle. Les 114 pièces de la villa Pisani, en référence au fait qu' Alvise Pisani était le 114e doge de la Sérénissime, sont décorées avec faste. En effet, la famille Pisani résida souvent dans cette grande Villa.
En 1797, lors de la chute de la république de Venise, la famille Pisani céda sa demeure à Napoléon Ier, qui en fit cadeau en 1807 à Eugène de Beauharnais. Ce dernier n'y a vécu que 7 années, mais la villa renferme de nombreux souvenirs des enfants qui y ont vécu (tableaux, jouets, bibelots, mobilier précieux).
En 1934, la première rencontre officielle entre Benito Mussolini et Adolf Hitler a lieu à la villa Pisani.

## Les bassins
Le bassin principal au centre du parc de la villa Pisani, a été construit seulement en 1911 pour les expériences hydrauliques de l'Institut hydrographique de l'université de Padoue. Près des bassins, se trouve un immense labyrinthe végétal, qui est un véritable défi au sens de l'orientation. Le majestueux parc, dont la longue perspective fermée par les écuries lui donne un petit air versaillais, est une succession de reliefs artificiels et d'édifices champêtres : serres, tonnelles, plantations de tomates, fausse colline et petite orangerie. 

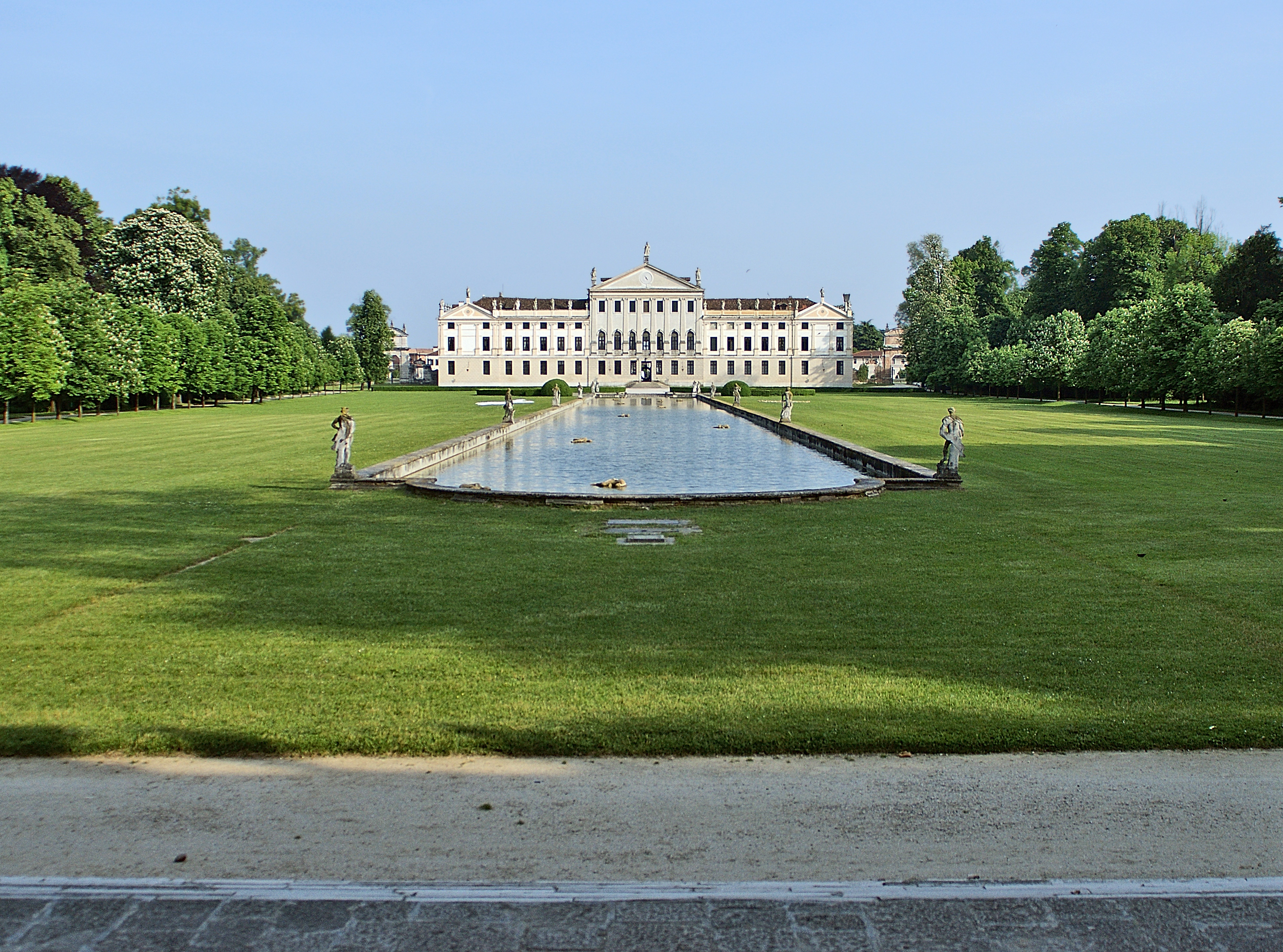
Façade, arrière vue du parc.
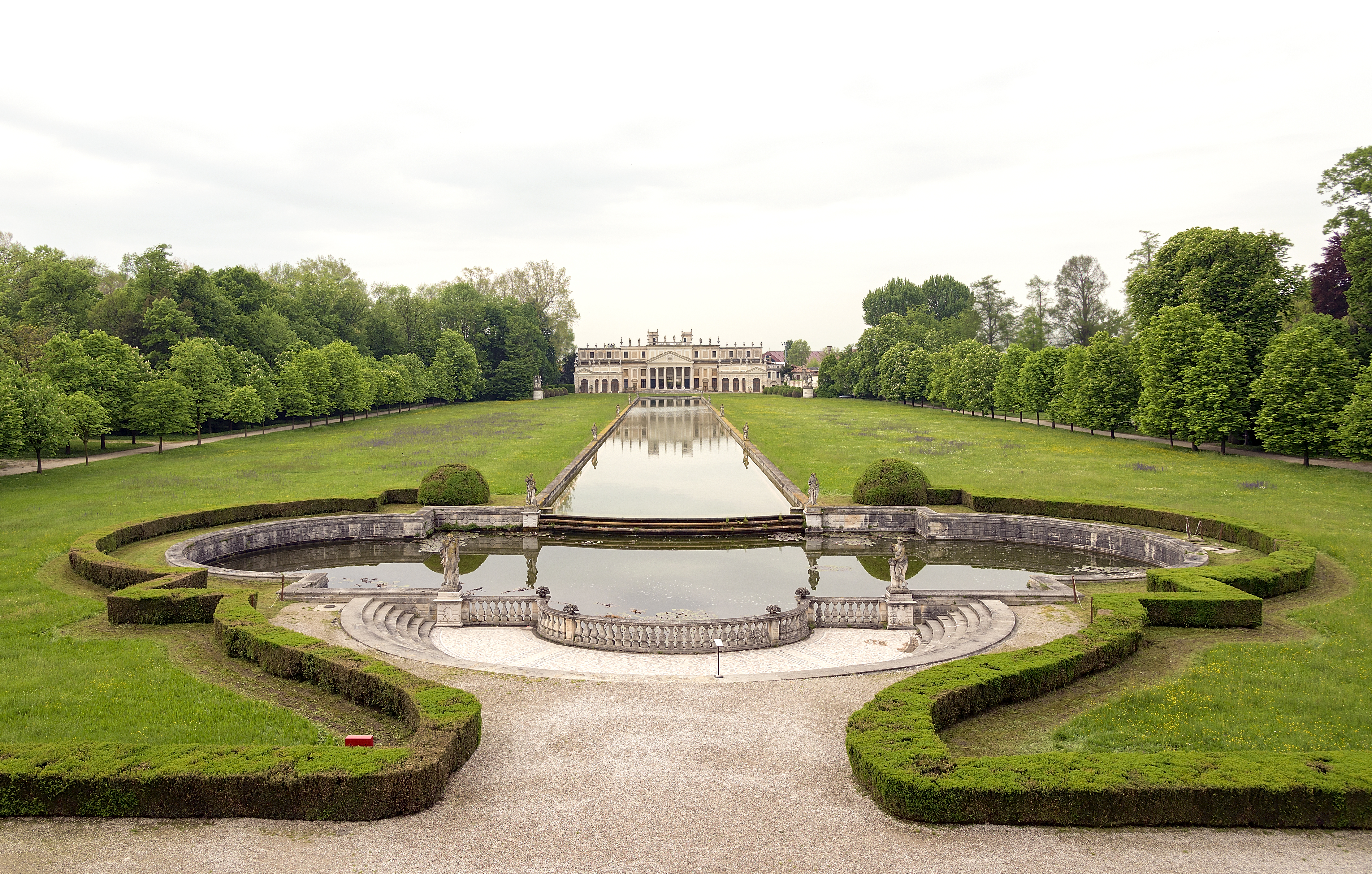
Les bassins et la fausse façade qui ferme la perspective du parc.

## Fresques

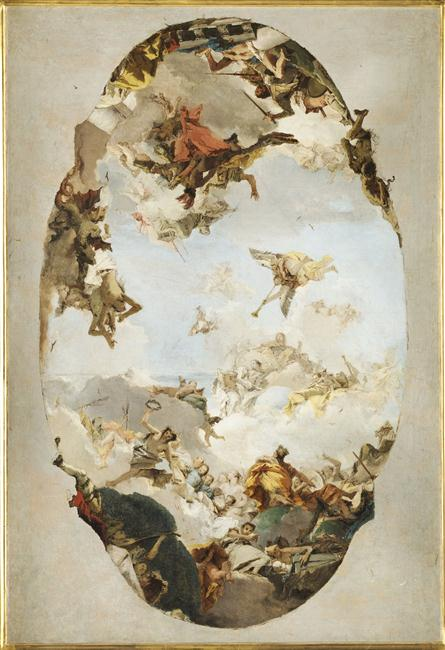
Apothéose de la maison Pisani, 1760
Musée des beaux-arts d'Angers

Francesco Simonini inscrit à la Fraglia des peintres de Venise de 1740 à 1745, exécute des fresques de grisailles dans la villa.
Giambattista Tiepolo pour le plafond, a imaginé une allégorie de la famille du procurateur de Saint-Marc, Alvise Pisani. Un modèle de cette fresque, Apothéose de la maison Pisani, est conservé au Musée des beaux-arts d'Angers
Son fils Giandomenico, réalise huit fresques monochromes en trompe l'œil entre 1761 et 1762.
Giuseppe Zais (1709-1784) y réalisa son œuvre majeure, des fresques représentant des vues de villes italiennes et des paysages ou la fantaisie se mêle au réalisme.

## Filmographie
La villa a été utilisée par Pasolini en 1969 pour le tournage de Porcherie (film)

## Expositions
Dans les chambres de la villa il y a souvent des expositions d'art. En 2007, le musée a accueilli l'exposition « Les classiques du contemporain » et « extradimensionismo » par Paolo Aldighieri. En 2008, il y avait une grande exposition de Mimmo Paladino. En 2009, « l'impressionnisme à Venise, 1879-1933 » par Emma Ciardi. En 2011 « Tutto scorre » par Oliviero Rainaldi.